# Rusia ante el segundo plan quinquenal
Rusia ante el segundo plan quinquenal es un libro de crónicas y reportajes del escritor peruano César Vallejo cuya temática se centra en la Unión Soviética y su proceso revolucionario bajo el régimen estalinista. Es la continuación de Rusia en 1931. Reflexiones al pie del Kremlin, del mismo autor. Escrita rápidamente en 1931, ninguna editorial quiso publicarla en su momento. Sería publicada 34 años después por Georgette Vallejo, la viuda del escritor (Lima, Editorial Gráfica Labor, 1965).

## Contexto
Ante el éxito editorial que representó Rusia en 1931. Reflexiones al pie del Kremlin (Madrid, Ediciones Ulises, 1931), Vallejo se entusiasmó y escribió apresuradamente una especie de segunda parte de dicha obra. Ante la quiebra de la Editorial Ulises, buscó otras editoriales interesadas en su proyecto y hubo alguna que se comprometió a publicarla. Sin embargo, llegado al momento, todas dieron marcha atrás y devolvieron al escritor los manuscritos. La razón que adujeron para este rechazo fue que el mercado se hallaba saturado, y por si fuera poco, la quiebra de Ulises complicaba más el asunto, pues dicha empresa se había liquidado rematando numerosos volúmenes de libros a bajo precio, que inundaron los puestos de venta, entre los que se contaban ejemplares de Rusia en 1931. De modo que los editores no se atrevían a publicar otra obra del mismo autor y similar nombre y temática a la anterior, menos en tan corto lapso de tiempo que mediaba entre ambas, ya que podría ser una acción riesgosa.
Esta época coincidió también para Vallejo con el rechazo sucesivo que le hicieron los editores de otras obras literarias que quiso dar  a la luz:  su cuento Paco Yunque, por ser una historia «muy triste»; su obra teatral de temática proletaria Entre las dos orillas corre el río (entonces titulada Moscú contra Moscú), y otras piezas menores desglosadas de la misma, por ser obras «demasiado violentas». Lo mismo ocurrió con su libro de ensayos sobre lo que debía ser la estética marxista, El arte y la revolución. Todas ellas obras circunscritas en el llamado «realismo socialista», literatura proselitista que no abordaba experimentos técnicos y que estaba enfocada a la denuncia social.